# قائمة البعثات الدبلوماسية في سلوفاكيا

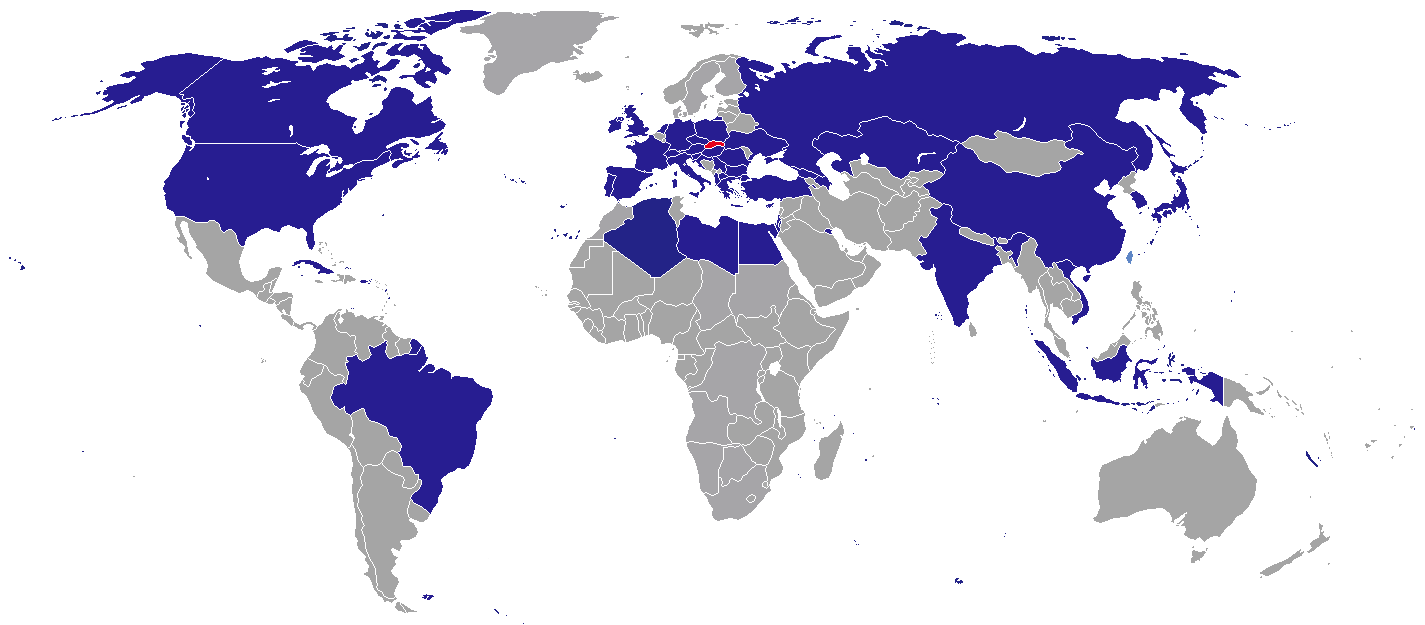
خريطة البعثات الدبلوماسية في سلوفاكيا

تسرد هذه الصفحة البعثات الدبلوماسية المقيمة في سلوفاكيا. تستضيف العاصمة براتيسلافا حالياً 44 سفارة (بما في ذلك مكتبي سفارة فرعيين). لدى دول عديدة أخرى سفارات معتمدة في عواصم أخرى، غالبيتها في فيينا، وبراغ وبرلين.

## سفارات

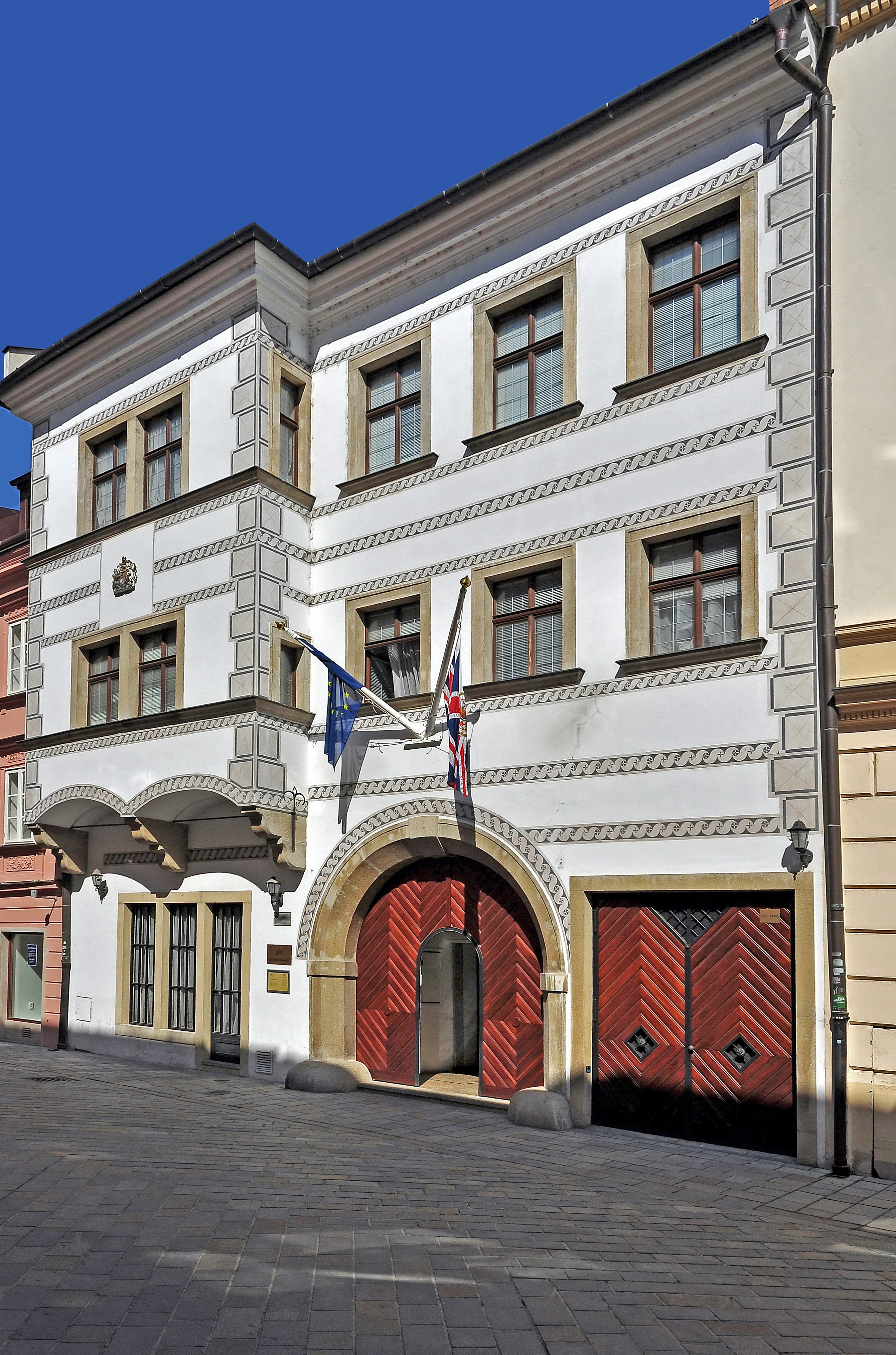
السفارة البريطانية في براتيسلافا

براتيسلافا
| - ألبانيا - النمسا - بيلاروس - البرازيل - بلغاريا - الصين - كرواتيا - كوبا - قبرص - جمهورية التشيك - مصر - فرنسا - ألمانيا - جورجيا - اليونان - الكرسي الرسولي - المجر - الهند - إندونيسيا - العراق - جمهورية أيرلندا - إسرائيل | - إيطاليا - اليابان - كوريا الجنوبية - الكويت - ليبيا - هولندا - النرويج - فلسطين - بولندا - البرتغال - رومانيا - روسيا - صربيا - سلوفينيا - إسبانيا - سويسرا - تركيا - أوكرانيا - المملكة المتحدة - الولايات المتحدة - فيتنام |

## بعثات
- جمهورية الصين (مكتب تمثيلي لتايبيه)

## مكتبي سفارة فرعيين
- كندا
- كازاخستان

## قنصليات عامة
- المجر (كوشيتسه)
- أوكرانيا (بريشوف)

## سفارات غير مقيمة
تقيم في فيينا ما لم يذكر خلاف ذلك.
| - أفغانستان (براغ) - الجزائر - أندورا - الأرجنتين - أرمينيا - أستراليا - أذربيجان - بنغلاديش (برلين) - بلجيكا - بنين (برلين) - بوليفيا - البوسنة والهرسك (براغ) - بوتسوانا (لندن) - بورما (بلغراد) - بوركينا فاسو - بوروندي (برلين) - الرأس الأخضر - كمبوديا (برلين) - كندا - تشيلي - كولومبيا - جمهورية الكونغو الديمقراطية - جمهورية الكونغو (برلين) - كوستاريكا | - قبرص - الإكوادور - السلفادور (برلين) - إستونيا - إثيوبيا - فنلندا (براغ) - غامبيا (بروكسل) - غانا (براغ) - غواتيمالا - غينيا (برلين) - آيسلندا - ساحل العاج - إيران - جامايكا (برلين) - الأردن - كازاخستان (براغ) - كينيا - كوريا الشمالية (براغ) - قرغيزستان - لاوس - لاتفيا - لبنان - ليسوتو (روما) - ليتوانيا | - لوكسمبورغ - مقدونيا - مدغشقر (موسكو) - ماليزيا - مالاوي (برلين) - مالي (موسكو) - مالطا - موريتانيا (موسكو) - المكسيك - مولدوفا - منغوليا (براغ) - المغرب - ناميبيا - نيبال (برلين) - نيوزيلندا - نيكاراغوا - نيجيريا - عُمان - باكستان - بنما (برلين) - باراغواي - بيرو - الفلبين - قطر (بودابست) | - سان مارينو (روما) - السعودية - سيراليون (موسكو) - الصومال (موسكو) - جنوب إفريقيا - سريلانكا - السودان - إسواتيني (بروكسل) - السويد - سوريا - تنزانيا (برلين) - تايلاند - تونس - تركمانستان - الإمارات العربية المتحدة - الأوروغواي - أوزبكستان - فنزويلا - فيتنام - اليمن - زامبيا (برلين) - زيمبابوي |

## روابط خارجية
- Bratislava diplomatic list